# NESS (satellite)
NESS, ou NƐSS, (Nanosat 3U pour la Surveillance du Spectre civil) est un nanosatellite de type CubeSat du CNES lancé le 8 octobre 2023 sur le vol 23 du lanceur Vega. 

## Caractéristiques
Il s'agit d'un nanosatellite CubeSat 3U de démonstration technologique, de 4.8 kg, placé à 564 km d’altitude. Il doit valider en orbite des technologies miniaturisées destinées à la détection et localisation d’émetteurs interférents, c'est-à-dire les brouillages (notamment GPS) volontaires ou non. Le satellite n'est cependant pas capable d'opérer sur les zones de brouillage denses (comme en Ukraine, zone de guerre depuis 2022). Il ne dispose pas non plus de système de propulsion. Il est en partie construit à partir de composants sur étagère grand public, soit normalement non prévus pour l'industrie spatiale.

## Historique
Le développement du satellite a été confié par le CNES à la start-up U-Space en décembre 2019. C'est le premier contrat de cette entreprise fondée en 2018, spin-off de l'Institut supérieur de l'aéronautique et de l'espace.
NESS est développé et intégré par l’industriel U-Space, intégrant l’instrument SPECTROLITE, développé par Syrlinks, et l’antenne mission. Cet instrument mesure des signaux en bande L (1 à 2 GHz) et en bande S (2 à 4 GHz). Ces fréquences sont liées à différents usages : télécommunications spatiales, militaires (radars, télécommunications, surveillance aérienne), civils (radio numérique, réseaux mobiles LTE) et duaux (géo positionnement grâce aux systèmes GNSS).